# North Town
North Town/Northtown var en civil parish från 1894 till 1983 då den blev en del av Simonstone, i grevskapet Lancashire, i England. Civil parish var belägen 13 km från Blackburn och hade 72 invånare år 1971.